# Parafia Matki Bożej Częstochowskiej w Urlach
Parafia Matki Bożej Częstochowskiej w Urlach – parafia rzymskokatolicka należąca do dekanatu jadowskiego, diecezji warszawsko-praskiej, metropolii warszawskiej Kościoła katolickiego. W parafii posługują księża diecezjalni.
Została erygowana przez kard. Stefana Wyszyńskiego 15 października 1978 roku.
Liczba parafian: 1150

## Administratorzy parafii
- 1964–1966 – ks. Mirosław Rółkowski
- 1966–1967 – ks. Kazimierz Olszewski
- 1970 – ks. Bernard Szefler
- 1970–1978 – ks.Tadeusz Armijak

## Proboszczowie parafii
- 1978–1982 – ks.Tadeusz Armijak
- 1982–1991 – ks. Kazimierz Zoch-Chrabołowski
- 1991–1993 – ks. Roman Trzciński
- 1993–2007 – ks. Kazimierz Seta
- 2007–2021 – ks. Leszek Bieńkowski
- od 2021 – ks. Paweł Trzciński

## Zasięg parafii
W granicach parafii znajdują się miejscowości: Adampol, Borzymy, Dębe Duże, Iły, Letnisko Nowy Jadów, Urle.